# Lock Up (película)
Lock Up (conocida en español como Encerrado o Condena brutal) es una película estadounidense de acción y drama dirigida por John Flynn, protagonizada por Sylvester Stallone, Donald Sutherland, Tom Sizemore y John Amos. Fue estrenada el 4 de agosto de 1989.

## Argumento
Frank Leone es un mecánico que fue condenado por un delito de menor gravedad. A menos de seis meses de recuperar su libertad, es un prisionero modelo con el permiso de salir a trabajar en su taller y departir con su novia Melissa. Tan pronto regresa de su permiso a la prisión de mínima seguridad, es transferido sin pleno aviso a una de máxima seguridad, bajo la dirección del alcaide Drumgoole. Frank fue una vez noticia, porque fue el único reo en huir bajo su régimen para visitar a su mentor moribundo, algo que Drumgoole le había prohibido hacer, justo antes de su puesta en libertad. Fue condenado a cinco años adicionales por la fuga y Drumgoole fue transferido a esta prisión como castigo, por lo que culpa a Leone del fracaso de su carrera y juró venganza, por lo que organizó la transferencia.
Una vez en la nueva prisión, Leone observa que los internos son tratados de forma sádica y brutal por parte de algunos guardias. Leone logra encajar en un grupo de presos tras jugar un brutal partido de rugby, y acaba trabajando en el taller mecánico de la prisión, junto a un preso alto y fornido conocido como "Eclipse". Consiguen restaurar y hacer funcionar un viejo Ford Mustang que llevaba quince años sin funcionar, pero "Primera Base", uno de sus amigos escapa con el coche y lo hace circular por el patio de la prisión. El alcaide Drumgoole aprovecha para encerrar a Leone seis semanas en una celda de castigo tras acusarle de provocar el incidente, y deja que el coche lo destrocen otros reos con bates de béisbol. A la conclusión del castigo se empieza a constatar la división entre los guardias, parte de los cuales incluyendo al Capitán Meissner, no comparten estos métodos.
Drumgoole intenta por todos los medios provocarle con ayuda de esos guardias y de algunos internos a Frank para que cometa un delito y así ampliar su condena. A pesar del tratamiento injusto organizado por Drumgoole, Frank no se deja provocar, ni siquiera cuando Chink Webber y su pandilla, asesinan a "Primera Base" en el gimnasio, bajo órdenes de Drumgoole. Finalmente, Drumgoole provoca a Frank para que huya de la cárcel amenazando para ello con violar a su novia con el señuelo de un policía actuando como interno.
El intento de fuga, en el que hay muertos, falla al ser traicionado por Dallas, amigo de Leone. Pero éste, comprendiendo la intención de Drumgoole de encerrarlo para siempre por lo ocurrido cinco años antes, consigue, en una actuación sorpresa, coger a Drumgoole como rehén, ponerlo en una silla eléctrica y prepararla. Frank amenaza así con matar a Drumgoole y le acusa por los crímenes que ha cometido. Por temor a que lo mate, Drumgoole confiesa ante los guardias presentes, que Frank sabía que iban a venir tarde o temprano, que las acusaciones de Frank son ciertas. Frank aun así empuja la palanca para hacer funcionar la silla eléctrica. Nada ocurre a Drumgoole y Frank puede demostrar así ante los presentes, que la silla eléctrica nunca estuvo completamente activada como quería hacer creer, ya que también había quitado un dispositivo de seguridad a la silla cuando la preparó.   
Por esa razón Drumgoole nunca estuvo en peligro cuando confesó. Drumgoole es por ello arrestado por la confesión, que bajo estas circunstancias es considerada legal. Es acusado y puesto en detención preventiva, sus cómplices son arrestados, mientras que Frank es puesto en libertad después de cumplir la restante condena en prisión. Despidiéndose de los prisioneros y del capitán de los guardias, Leone abandona la prisión, donde le espera afuera su novia para recogerlo.

## Reparto
- Sylvester Stallone como Frank Leone.
- Donald Sutherland como Alcaide Drumgoole.
- John Amos como Capitán Meissner.
- Sonny Landham como Chink Weber.
- Tom Sizemore como Dallas.
- Frank McRae como Eclipse.
- Darlanne Fluegel como Melissa.
- William Allen Young como Braden.
- Larry Romano como Primera Base.

## Producción
La mayor parte de la cinta se filmó en la prisión estatal de East Jersey, además de que varios guardias y presos fueron seleccionados para ser extras en el filme. Durante la filmación, Chuck Wepner, boxeador en el cual se basó Stallone para dar vida a Rocky Balboa, se encontraba en la misma prisión cumpliendo una condena mínima.

## Recepción
A pesar de ser protagonizada por Stallone, uno de los actores más taquilleros de esa época, la cinta no logró éxito en taquilla, recaudando $22 millones de dólares contra un presupuesto de $24 millones. Recibió críticas principalmente negativas. Los Premios Golden Raspberry le otorgaron nominaciones  a Stallone y a Sutherland.
Stallone tiempo después declaró que "no es un filme producido ni protagonizado con suficiente madurez para realmente causar un impacto significativo en la audiencia o mi carrera. Y esa es la verdad."